# Rue Abel-Ferry
La rue Abel-Ferry est une rue du 16e arrondissement de Paris. 

## Origine du nom

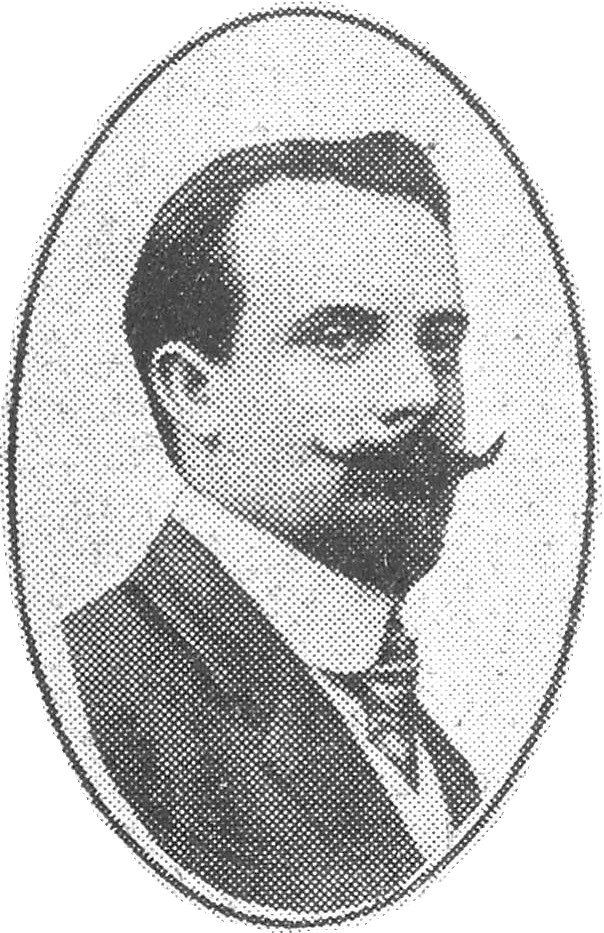
Abel Ferry.

La rue doit son nom à Abel Ferry (1881-1918), député du département des Vosges.

## Historique
La voie a été ouverte sur l'emplacement du bastion no 67 de l'enceinte de Thiers et a pris sa dénomination actuelle en 1928.